# 위대한 인종의 소멸

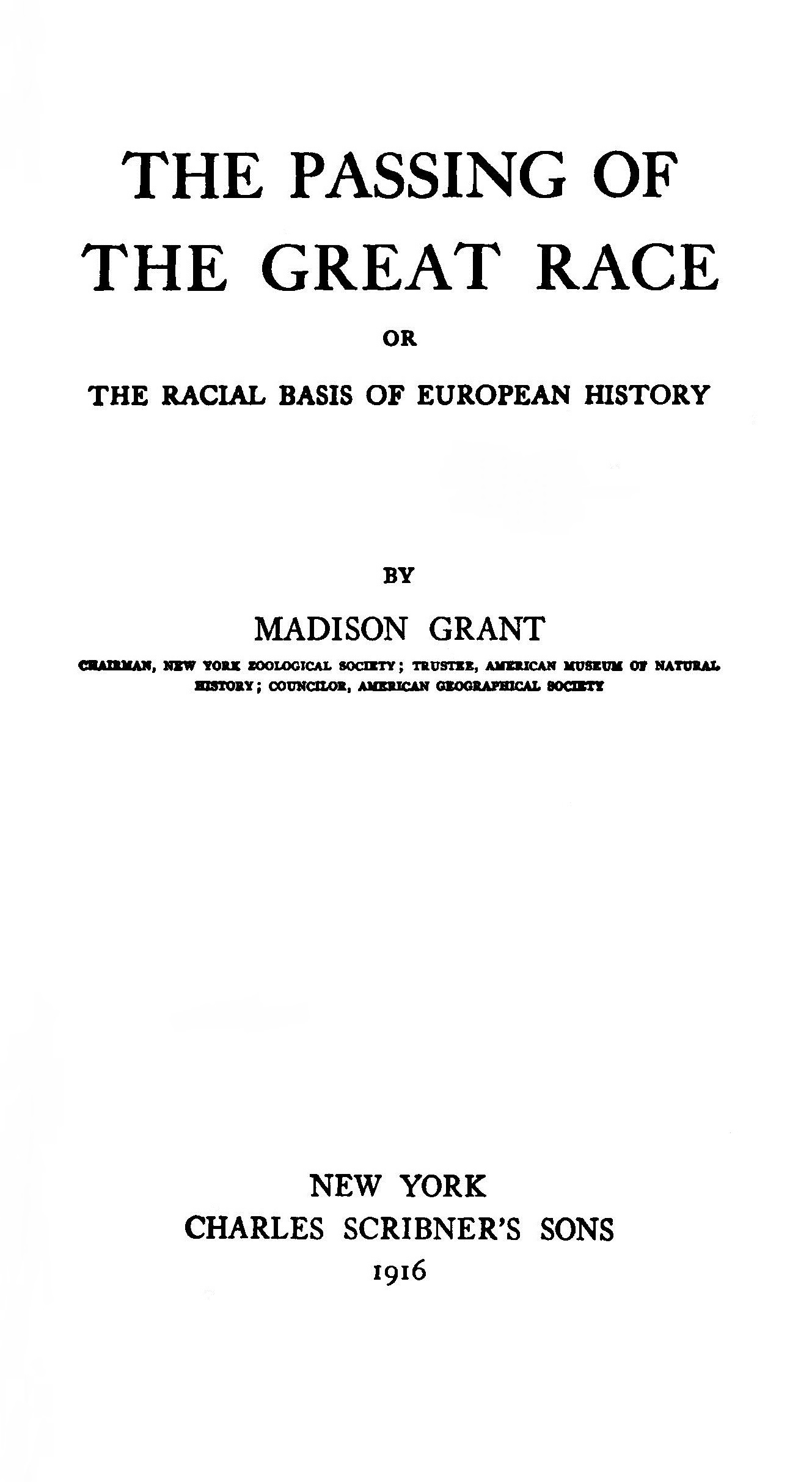
타이틀 페이지

《위대한 인종의 소멸》(The Passing of the Great Race Or, the Racial Basis of European History )는 1916년에 미국의 변호사이며 인류학자, 우생학을 선호했던 매디슨 그랜트가 쓴 저서이다. 그는 "북유럽 인종 (Nordic race)"이 다른 인종에 비하여 월등히 뛰어나다는 주장을 펼쳤다. 이 이론과 생각은 나찌에 의해 각광받았으며, 아돌프 히틀러에 의해 읽혀져서 나찌의 인종청소와 대량학살의 이론적 정당화에 이용되었다. 그랜트는 북유럽인종의 우월성의 이론을 통해, 다른 인종을 억압하는 카스트 제도를 정당화하였다.

## 내용
매디슨은 이 책에서 위대한 백인의 유산을 지키려면 이민을 막아야 한다고 주장하였다. 만일 이민자들을 모두 받아들여서, 멜팅팟을 만들면, '진짜 미국인'들은 수적으로 소수가 되고 잡혼이 증가해 혈통이 더럽혀져 사라질 것이라고 주장하였다. 즉, 이민은 백인의 자살이라는 논지를 펼쳤다.

### 1부: 인종, 언어 그리고 국적
그랜트는 민주주의를 따르는 국가에서 모든 인간은 평등하다라고 언급하는 것은 위험하다라고 주장한다. 민주주의의 이상은 교육이 유전적인 요인보다 인간의 발전과 성취에 영향을 준다고 하는 데 그것은 잘못되었다는 것이다. 그는 보통사람들이 이끄는 민주주의 사회는 태생적으로 뛰어난 귀족들이 이끄는 사회보다 열등하다라고 주장한다. 그랜트는 두뇌 지수 즉, 해골의 넓이와 길이의 비율, 안구의 색깔, 키등으로 유럽인을 세 부류 즉, 알파인, 메디테레니언, 노르딕으로 나누었고, 그 중에 노르딕인이 가장 뛰어나다고 주장한다.

### 2부: 인종과 해비탯 그리고 인종간의 경쟁
그랜트는 노르딕인종이 자연선택이론에 의해서 어떤 부류에 받아들여 지지 않으면 멸종하는 단계에 접어드는 데, 그것은 그 인종이 자살을 의미하고, 저출산에 의해 인구가 감소하게 될 것이라고 주장한다. 반면에 열등한 인종은 출산을 많이 하여 결국 우수한 인종을 대체하게 될 것으로 경고한다.

## 반응
이 책은 미국 엘리트사회에 폭발적인 반응을 불러 일으켰다. 시어도어 루스벨트, 워런 G. 하딩, 캘빈 쿨리지등 전 현직 대통령, 대다수의 연방의원들의 찬사를 받았다. 그 결과 바로 다음해 아시아계와 중동계의 이민 전면금지법이 제정되고, 1924년 이민제한법이 만들어졌다. 아돌프 히틀러는 이 책을 성서에 걸맞는 작품으로 호평하였다.